# Penny Templeton
Penny Templeton es una profesora de arte dramático estadounidense que vive en Nueva York. Su principal interés es el de adaptar las técnicas de grandes maestros como Konstantin Stanislavski, el Método / Lee Strasberg, Sanford Meisner, etc., convirtiéndolas en herramientas accesibles para su uso en el acelerado panorama de la interpretación actual que, con frecuencia, no permite suficientes ensayos.

## Carrera
Templeton perteneces a la cuarta generación de una estirpe de actores de teatro de. Comenzó a estudiar y a actuar con maestros como Paul Sorvino y Wynn Handman. Interpretaciones destacadas en su carrera incluyen la protagonización de la obra "I Stand Before You Naked", de Joyce Carol Oates, en el American Palace Theatre y el papel de la esposa de Paul Sorvino en All the King's Men.
En 1990, Templeton comenzó a trabajar como profesora particular de actores, y en 1994 abrió su propio estudio: Penny Templeton Studio. Ha compartido sus experiencias en revistas nacionales, ha sido juez en la final de los premios Cable Ace Awards, de los premios Daytime Emmy y en el Festival de Cine de Nueva York. Además, impartió el curso "Actuación para la cámara" dentro del programa de docencia de máster en la Universidad de Columbia. Entre las obras que ha dirigido Templeton se encuentran los monólogos "The F Train" y "The Idiots Guide to Life", y el musical off Broadway "The Rise of Dorothy Hale". Aparece en los libros Acting Teachers of America de Ronald Rand y Promoting Your Acting Career de Glen Alterman. En 2011, Templeton publicó su libro sobre interpretación, Acting Lions: Unleash Your Craft in Today's Lightning Fast World of Film, Television and Theatre.

## Técnicas de interpretación de Templeton.
La teoría sobre interpretación de Templeton considera imprescindible el uso de herramientas como la cámara de vídeo, la improvisación, la sensorialidad y las sustituciones para enseñar el arte de actuar y profundizar en el instrumento orgánico del actor. Según Templeton, este tipo de trabajos no solo desarrollan la técnica del actor frente a la cámara, sino que también refuerzan su formación teatral básica. Templeton cree que cuando la verdad se proyecta en pantalla y se amplía cien veces para que el actor la vea, éste puede hacer ajustes y correcciones muy rápidamente.